# Li'ecun
Li'ecun (kinesiska: 粒峨村, 粒峨村乡) är en socken i Kina. Den ligger i den autonoma regionen Inre Mongoliet, i den norra delen av landet, omkring 140 kilometer öster om regionhuvudstaden Hohhot.
Genomsnittlig årsnederbörd är 593 millimeter. Den regnigaste månaden är juli, med i genomsnitt 167 mm nederbörd, och den torraste är januari, med 3 mm nederbörd.